# Barrio Centenario (Caleta Olivia)
Centenario; o también llamado coloquialmente "el Cente", es un barrio caletense ubicado en el departamento Deseado, Patagonia Argentina. Integra el municipio de Caleta Olivia. Por su distancia de 2,5 km del centro de la ciudad es uno de los barrios más lejanos del núcleo central de la ciudad. Es un barrio construido en el sector oeste con algo más de 300 habitantes.